# Calpus
Calpus est, selon certaines traditions sur les premiers temps de la Rome royale, le troisième des quatre fils du roi Numa Pompilius.
La gens Calpurnia prétendait descendre de Calpus.